# 山本剛士
山本 剛士（やまもと たけし、1961年6月4日 - ）は、ニッポン放送の報道記者・アナウンサー。

## 来歴
福岡県北九州市出身。東筑高校、明治大学法学部卒業後、1984年4月、ラジオ日本に入社。アナウンサー。
1990年にニッポン放送に移籍。主にバラエティ番組の担当をしており、一時期は、朝番組を担当するということで山本 元気（やまもと げんき）に改名した（『テリー伊藤のってけラジオ』のレポーター担当時は、本名の山本剛士を使用していた）。また、『伊集院光のOh!デカナイト』の後期ではテンション山本として出演していた。2007年10月に本名の山本剛士に戻した。
その後、2017年6月1日付人事異動にて編成局報道部（現：CP局報道スポーツコンテンツセンター）に異動し、報道部担当副部長となる。2018年4月1日付で、警視庁記者クラブキャップ。
2021年、ニッポン放送を役職定年し現在嘱託契約社員。

## 出演番組

### 現在
- 八木亜希子 LOVE&MELODY（ニュース担当）

### 過去

#### ラジオ
- ウッチャンナンチャンのオールナイトニッポン
- 伊集院光のOh!デカナイト
- 早起き一番!山本元気がんばります
- テリー伊藤のってけラジオ
- 松本ひでおと石川みゆきのヨッ!お疲れさん
- 西川貴教のオールナイトニッポン
- 西川貴教のallnightnippon SUPER!
- ショウアップナイター応援団（旧・ショウアップナイターフラッシュ）
- 森永卓郎の朝はモリタク!もりだくSUN
- 笑顔満開!ひでたけ・のりこの大吉ラジオ
- 有楽町情報交差点
- おはよう!ニッポン全国消防団
- GOGOエクスプレス
- アサヒスーパードライ CHALLENGE BEAT（高嶋ひでたけの特ダネラジオ 夕焼けホットライン内）
- ショウアップナイタードリーム（ナレーション）
- ミュージックヒストリー（テリーとたい平のってけラジオ内）
- 滝良子のミュージックスカイホリデー（ニュース・天気予報・交通情報担当）
- ナイタースペシャル 山本剛士のサウンドコレクション（プロ野球中継が雨天中止の場合に放送。ただし2012年と2013年は「山本剛士のナイタースペシャル」として放送されていた。2016年からは原則として担当を離れている）
- スポーツスピリッツ
- 金子ノブアキデスペラードな金曜日（ナレーション）
- 藤沢周平傑作選(朗読)
- 幕末三姉妹（日和見忠徳役）
- 三宅裕司のサンデーハッピーパラダイス（ニュース担当）
- 上柳昌彦 ごごばん!（ラジオリビング担当）
- 松本ひでお 情報発見 ココだけ（ラジオリビング担当）
- KAT-TUN スタイル（ナレーション）
- 小堺一機と渡辺美里のスーパーオフショット（ナレーション）
- エンタメエクスプレス
- 有楽町情報ライブラリー（2013年9月9日のみ）
- 成功への言葉
- コトバのチカラ
- ゴッドアフタヌーン アッコのいいかげんに1000回（ニュース担当）
- 奥様Good Job 暮らしのQ テクファイル
- GOLD PUSH最前線
- 三宅裕司のサンデーヒットパラダイス（ニュース担当）
- 土田晃之 日曜のへそ（ニュース担当）
- 笑福亭鶴瓶 日曜日のそれ（ニュース・天気予報・交通情報担当）
- なるほど!ニッポン情報局
- 山口良一 今日もいきいきあさ活ニッポン（ニュース担当、水曜日、2015年9月 - ）
- 今夜もオトパラ!（火曜日ニュース担当）
- オールナイトニッポンGOLD（金曜日交通情報担当）
- ショウアップスポーツ（タイトルコール、土曜日）
- 逆境先生〜ピンチをチャンスに変える考え方〜
- ショウアップナイタープレイボール（金曜日スタジオ担当）
- ニッポン放送ショウアップナイター（金曜日スタジオ担当）
- ショウアップナイターハイライト（金曜日スタジオ担当）
- 徳光和夫 とくモリ!歌謡サタデー（ニュース担当）
- 高田文夫のラジオビバリー昼ズ（木曜）
- 辛坊治郎ズーム そこまで言うか!（木曜）
- 草野満代 夕暮れWONDER4（木曜）
- オールナイトニッポン MUSIC10（火曜日ニュース担当）
- ビジネスショウアップ
- ミュージックスクランブル（地方局向け）
- ネットワーク探偵団
- 日曜競馬ニッポン（タイトルコール・ナレーション）
- 上柳昌彦 あさぼらけ（水曜）
- 垣花正 あなたとハッピー!（水曜8時台）

#### テレビ
- ヤングライブニッポンLF+RミュージックTV火曜（BSフジ・フジテレビ721）

#### インターネット動画配信
- THE MUSIC CRUISE（LFX mudigi、本名の山本剛士名義で）

#### CM
- ガリバーインターナショナル
- ケーユーホールディングス
- 廃車ドットコム
- パチンコ吉兆
- 寺岡精工
- かっぱ橋道具街
- 寒川神社
- サンケイスポーツ
- 天狗製菓
- くるまやラーメン
- 美ヶ原高原美術館
- ナブコシステム
- 宝島社
- 大修館書店
- 日本音楽著作権協会
- 染めQテクノロジィ
- 立正大学
- ツチヤ自動車
- イワセ産興
- 都市綜研インベストバンク
- スカパー!
- 東京カラー印刷
- ベノサン
- NTTル・パルク
- ロットアドラーアセットマネジメント
- 富士通
- 酔っ手羽
- 古美術永澤
- 神奈川トヨタ
- ソフトバンク
- 東海漬物
- NTTドコモ
- 築地銀だこ
- 住友生命「Vitality」